# Керимжанова, Биби Дыйканбаевна
Биби Дыйканбаевна Керимжанова (25 августа 1920, Каракольский район, Киргизская АССР — 1993) — советский киргизский учёный-филолог и литературовед. Член-корреспондент АН Киргизской ССР (1954).

## Биография
Окончила Киргизский государственный педагогический институт (1941). Член ВКП(б) с 1944 года.
Печаталась с 1946 года.
В 1954 году с организацией АН Киргизской ССР избрана в члены-корреспонденты (первый состав). Работала в Институте языка и литературы АН Киргизской ССР.

## Научные интересы
История киргизской советской литературы.